# Sorso Calcio 1986-1987
Questa voce raccoglie le informazioni riguardanti il Sorso Calcio nelle competizioni ufficiali della stagione 1986-1987.

## Rosa
| N. |                   | Ruolo | Calciatore           |
| -- | ----------------- | ----- | -------------------- |
|    | Italia (bandiera) | D     | Marco Appeddu        |
|    | Italia (bandiera) | C     | Maurizio Cerasa      |
|    | Italia (bandiera) | C     | Gaudenzio Colla      |
|    | Italia (bandiera) | D     | Ilario Cozzi         |
|    | Italia (bandiera) | C     | Piero Delogu         |
|    | Italia (bandiera) | C     | Claudio Di Francesco |
|    | Italia (bandiera) | P     | Mario Di Pasquale    |
|    | Italia (bandiera) | D     | Roberto Furiolu      |
|    | Italia (bandiera) | D     | Battistino Gallu     |

| N. |                   | Ruolo | Calciatore         |
| -- | ----------------- | ----- | ------------------ |
|    | Italia (bandiera) | C     | Massimo Garfagnini |
|    | Italia (bandiera) | D     | Marco Leoncini     |
|    | Italia (bandiera) | A     | Davide Marzeddu    |
|    | Italia (bandiera) | C     | Vincenzo Melis     |
|    | Italia (bandiera) | D     | Marco Mosti        |
|    | Italia (bandiera) | A     | Alfredo Pala       |
|    | Italia (bandiera) | A     | Nicola Sanna       |
|    | Italia (bandiera) | A     | Severino Zanotti   |